# La Borinqueña

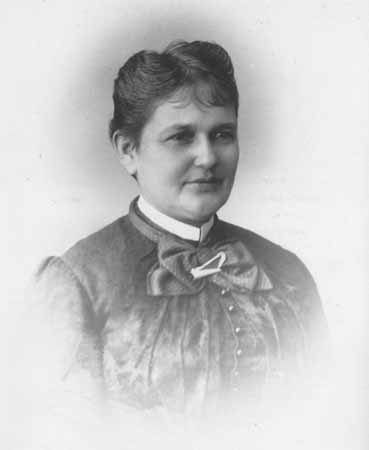
Lola Rodríguez de Tió.

La Borinqueña es el himno del Estado libre asociado de Puerto Rico. La música fue compuesta como una danza popular y sin connotaciones políticas en 1867 por Félix Astol Artés. Esta fue adaptada en 1901 por Manuel Fernández Juncos con una letra más neutral, pacífica y unificadora después del cambio de soberanía de España a Estados Unidos provocado por la guerra hispano-estadounidense. Desde entonces se ha popularizado. 
En 1952 que fue oficializada la música del himno con el establecimiento del Estado Libre Asociado de Puerto Rico, pero no es hasta 1977 que las cámaras legislativas y el gobernador Rafael Hernández Colón oficializan la letra de Manuel Fernández Juncos como Himno del Estado Libre Asociado de Puerto Rico.
La versión de Lola Rodríguez de Tió se conoce como el Himno Revolucionario de Puerto Rico ya que, si bien originalmente estaba orientada en contra de la ocupación española, posteriormente se utilizó en apoyo a la libertad del país de la invasión e imposición de Estados Unidos sobre los derechos de autonomía de la nación. Dado que fue catalogado como “demasiado subversivo“ para adoptar la letra de forma oficial, se creó una letra patriótica sin motivos independentistas, escrita por Manuel Fernández Juncos en 1901, letra que fue adoptada por las escuelas públicas del territorio. 
Ambas versiones, la oficial y la revolucionaria se dan a continuación. La versión revolucionaria se asocia con el Movimiento Independentista Puertorriqueño.

## Letra
Himno oficial del Estado Libre Asociado de Puerto Rico 
(Letra de Manuel Fernández Juncos, 1903)
La tierra de Borinquen

donde he nacido yo,

es un jardín florido

de mágico primor.

Un cielo siempre nítido

le sirve de dosel.

Y dan arrullos plácidos

las olas a sus pies.

Cuando a sus playas llegó Colón;

exclamó lleno de admiración:

"¡Oh! ¡Oh! ¡Oh!
Esta es la linda tierra
que busco yo".

Es Borinquen la hija,

la hija del mar y el sol.

Del mar y el sol.

Del mar y el sol.

Del mar y el sol.

Del mar y el sol.

### Versión original
(Letra de Lola Rodríguez de Tió, San Germán, 1868)
¡Despierta Borinqueño

que han dado la señal!

¡Despierta de ese sueño

que es hora de luchar!

A ese llamar patriótico

¿no arde tu corazón?

¡Ven! Nos será simpático

el ruido del cañón.

Mira, ya el cubano

libre será;

le dará el machete

su libertad...

le dará el machete

su libertad.

Ya el tambor guerrero

dice en su son,

que es la manigua el sitio,

el sitio de la reunión,

de la reunión...

de la reunión.

Bellísima Borinquén,

a Cuba hay que seguir;

tú tienes bravos hijos

que quieren combatir.

Ya por más tiempo impávidos

no podemos estar,

ya no queremos, tímidos,

dejarnos subyugar.

Nosotros queremos

ser libres ya,

y nuestro machete

afilado está...

y nuestro machete

afilado está.

Porqué entonces, nosotros

hemos de estar,

tan dormidos y sordos

y sordos a la señal...

a esa señal, a esa señal.

No hay que temer, riqueños

al ruido del cañón,

que salvar a la patria

¡es deber del corazón!

Ya no queremos déspotas,

caiga el tirano ya,

las mujeres indómitas

también sabrán luchar.

Nosotros queremos

la libertad,

y nuestros machetes

nos la darán...

y nuestro machete

nos la dará...

Vámonos borinqueños,

vámonos ya,

que nos espera ansiosa,

ansiosa la libertad

¡la libertad, la libertad!